# Ur-Ningirsu I
Ur-Ningirsu I (sum. ur-dnin-ĝír-su, tłum. „sługa boga Ningirsu”) – władca sumeryjskiego miasta-państwa Lagasz, pierwszy znany władca należący do tzw. „drugiej dynastii z Lagasz”. Jego istnienie potwierdziła publikacja w 1988 roku tłumaczenia sumeryjskiego tekstu BM 18474, będącego listą darów wotywnych, w którym wyraźnie mowa jest o „Ur-Ningirsu Starszym” (ur-dnin-ĝír-su gu-la) i „Ur-Ningirsu, synu Gudei” (ur-dnin-ĝír-su dumu-gù-dé-a). Z Ur-Ningirsu I identyfikowany jest „Ur-Ningirsu, syn Ur-Ninmarki”, wymieniany jako jeden z poprzedników Gudei w Kronice władców Lagasz. Ur-Ningirsu I przypisywanych jest obecnie kilka krótkich inskrypcji i pięć „nazw rocznych”. Jego małżonka, Nin-niĝin-esi, znana jest z inskrypcji wotywnej odnalezionej w Larsie, a jego syn i następca Pirig-me z inskrypcji budowlanej odnalezionej w Girsu.